# Gnesioceros sargassicola
Gnesioceros sargassicola is een platworm (Platyhelminthes). De worm is tweeslachtig. De soort leeft in het zoute water.
Het geslacht Gnesioceros, waarin de platworm wordt geplaatst, wordt tot de familie Gnesiocerotidae gerekend. De wetenschappelijke naam van de soort werd voor het eerst geldig gepubliceerd in 1833 door Mertens.